# Phyllanthus revaughanii
Phyllanthus revaughanii é uma planta da família Euphorbiaceae. Endémica em Maurícia, seu hábitat natural são os costões rochosos.